# Creep
«Creep» — дебютный сингл английской рок-группы Radiohead, выпущенный 21 сентября 1992 года. Он был включён в качестве второго трека в дебютный студийный альбом Radiohead Pablo Honey (1993). Он включает в себя «взрывы» гитарного шума Джонни Гринвуда и тексты песен, описывающие навязчивое безответное влечение.
Radiohead не планировали выпускать «Creep» и записали его по предложению продюсеров Шона Слейда и Пола Колдери, пока работали над другими песнями. Они взяли элементы из песни 1972 года «The Air That I Breathe» Альберта Хаммонда и Майка Хэзлвуда. После судебного иска Хаммонд и Хэзлвуд были указаны как соавторы.
Колдери убедил звукозаписывающий лейбл Radiohead, EMI, выпустить «Creep» как сингл. Изначально песня не имела успеха, но добилась ротации на радио в Израиле и стала популярной на американском альтернативном рок-радио. Он был переиздан в 1993 году и стал международным хитом, сравнимым с альтернативными роковыми «гимнами бездельников», таких как «Smells Like Teen Spirit» группы Nirvana и «Loser» Бека. Отзывы о «Creep» были в основном положительными.
EMI оказывали давление на Radiohead, чтобы они соответствовали успеху, что создало напряжение во время записи их второго студийного альбома The Bends (1995). Radiohead отошли от стиля «Creep» и устали от него, чувствуя, что он устанавливает узкие ожидания от их музыки, и не исполняли его в течение нескольких лет. Хотя они достигали большего коммерческого успеха с более поздними альбомами, «Creep» остаётся самым успешным синглом Radiohead. Он был назван одним из величайших дебютных синглов и одной из величайших песен журналом Rolling Stone. В 2021 году, певец Том Йорк выпустил ремикс-версию с синтезаторами и растянутой во времени акустической гитарой.

## История
Том Йорк написал эту песню в 1987 году, до того, как собралась группа. Сперва она исполнялась им на акустической гитаре. На репетиции в присутствии продюсеров Шона Слэйда и Пола Колдери группа исполняла разные песни, но они продюсеров не впечатлили, а Creep привлекла внимание. Сперва они неправильно поняли слова Тома Йорка «our Scott Walker song» и приняли песню за кавер, но тем не менее попросили исполнить её ещё раз (тогда и была записана песня, с первого дубля). Затем выяснилось, что это авторская работа Йорка и вопрос со следующим синглом был решён.
Первоначально Radiohead планировали выпустить сингл с двумя сторонами «А» — песнями «Million Dollar Question» и «Inside My Head». Когда после первого ограниченного релиза в сентябре 1992 года песню взяли на радиостанцию Radio 1, она показалась радиоведущим слишком депрессивной, её прокрутили всего дважды и сняли с ротации. Однако после выпуска альбома сингл «Creep» поднялся на 71 строчку вверх в британских чартах, заняв в итоге седьмое место. Впоследствии песня «Creep» стала самым известным хитом группы. Вплоть до выхода следующего альбома в прессе группу иронично называли «Creep-band», намекая в том числе на то, что она является «группой одной песни». С выходом альбома The Bends (ставшего трижды платиновым в Британии и занявшего 4 место в британских чартах) подобные инсинуации прекратились.
Вживую Radiohead исполняют «Creep» крайне редко. Однажды её исполнили 23 мая 2016 года на концерте в Париже. Йорк заявил, что исполняет её «для смешного парня сзади, который кричит Creep — просто, чтобы его шокировать». Ранее сам Йорк характеризовал песню «Creep» как «Crap» (дерьмо).

### Текст песни
По словам критика Алекса Росса, в песне «Creep» есть «навязчивые» тексты, которые описывают «саморазрушающую ярость» безответного влечения. Гринвуд сказал, что текст был вдохновлён женщиной, за которой Йорк «следил пару дней», и которая неожиданно посетила выступление Radiohead. Джон Харрис, тогдашний корреспондент Melody Maker в Оксфорде, сказал, что «Creep» - о девушке, которая часто посещала престижную улицу Little Clarendon Street в Оксфорде. По словам Харриса, Йорк предпочитал более богемный Джерико и выражал свой дискомфорт с помощью строк «What the hell am I doing here / I don’t belong here».
На вопрос, были ли слова песни вдохновлены реальным человеком, который заставил его почувствовать себя «извращенцем», Йорк ответил: «Да. Это был довольно странный период в моей жизни. Когда я учился в колледже и всё такое, я действительно облажался и хотел уйти и заняться нормальными вещами в своей жизни, например, играть в рок-группе». Йорк сказал, что он не был доволен словами песни и считал их «довольно дерьмовыми». На вопрос о «Creep» в 1993 году Йорк сказал: «У меня есть реальная проблема быть мужчиной в 1990-х… У любого мужчины с какой-либо чувствительностью или совестью по отношению к противоположному полу были бы проблемы. На самом деле самоутвердиться в мужском образе, не выглядя так, будто ты в хард-рок группе, очень сложно… Это возвращает нас к музыке, которую мы пишем, которая не женственна, но и не жестока в своём высокомерии. Это одна из вещей, которую я всегда пытаюсь сделать: утвердить сексуальную персону и, с другой стороны, отчаянно пытаюсь отрицать её». Гринвуд сказал, что «Creep» на самом деле была счастливой песней об «осознании того, кто ты есть».
Radiohead записали отцензурированную версию «Creep» для радио, в которой строка «so fucking special» заменена на «so very special». Radiohead беспокоились, что выпуск зацензурированной версии будет означать то, что они продались, но решили, что это приемлемо, поскольку их кумиры Sonic Youth сделали то же самое; тем не менее, Гринвуд сказал, что британская пресса «не была впечатлена». Во время записи зацензуренного текста Колдери убедил Йорка переписать первый куплет, сказав, что, по его мнению, Йорк мог бы сделать лучше.

### Нарушение авторских прав
Последовательность аккордов и мелодия в «Creep» похожи на те, что были в песне 1972 года «The Air That I Breathe», написанной Альбертом Хаммондом и Майком Хэзлвудом . После того, как Rondor Music, издатель «The Air That I Breathe», подал в суд, Хаммонд и Хэзлвуд получили авторские права и процент от гонораров. Хаммонд сказал, что Radiohead были честны в отношении повторного использования композиции, поэтому он и Хэзлвуд приняли только небольшую часть гонораров .
В январе 2018 года, американская певица Лана Дель Рей сообщила в Twitter, что Radiohead подали на неё в суд за предполагаемый плагиат «Creep» в её треке 2017 года Get Free, и запросили 100% гонораров за публикацию вместо предложения Дель Рей в размере 40%. Она отрицала, что «Creep» вдохновила «Get Free» . Издатель Radiohead, Warner Chappell Music, подтвердил, что он добивается признания авторства «всех авторов» «Creep», но отрицал, что был подан иск или что Radiohead потребовали 100% гонораров . В марте того же года, Дель Рей заявила аудитории: «Мой иск окончен, полагаю, я могу петь эту песню в любое время, когда захочу» . Сведения об авторах «Get Free» не были обновлены в базе данных Американского общества композиторов, авторов и издателей.

## Музыкальное видео
Клип «Creep» был снят в Venue, Oxford. Для видео Radiohead дали бесплатный короткий концерт, сыграв «Creep» несколько раз. Они пожертвовали доходы от зрителей в оксфордский журнал Curfew, который освещал их ранние работы. Среди зрителей был электронный музыкант Four Tet, тогда ещё подросток, который годы спустя поддержал Radiohead в туре и сотрудничал с Йорком.

## Выпуск
EMI выпустили «Creep» как сингл 21 сентября 1992 года. BBC Radio 1 посчитало его «слишком депрессивным» и исключило из плейлистов. Он достиг 78-го места в британском чарте синглов, было продано 6000 копий. На вопрос о плохой реакции Йорк сказал, что он был «абсолютно ужасно опустошен, зол, самодовольен». Последующие синглы Radiohead «Anyone Can Play Guitar» и «Pop Is Dead» также не имели успеха.
В конце 1992 года израильский диджей Йоав Катнер часто играл «Creep» на израильском радио, будучи представленным ему представителем EMI, и он стал национальным хитом. Radiohead быстро организовали даты тура в Израиле, чтобы извлечь выгоду из успеха. «Creep» имел аналогичный успех в Новой Зеландии, Испании и Скандинавии. В США «Creep» стал андеграундным хитом в Калифорнии после того, как был добавлен в плейлист альтернативного рок-радио в Сан-Франциско. Отцензурированная версия была выпущена на радиостанциях
«Creep» был включён в дебютный альбом Radiohead Pablo Honey, выпущенный 22 февраля 1993 года. К середине 1993 года он стал хитом в Америке, «гимном бездельников» в духе «Smells Like Teen Spirit» группы Nirvana и «Loser» группы Бек. Radiohead были удивлены успехом; Йорк сказал Melody Maker в 1993 году, что многие журналисты неправильно поняли его, спросив его, не шутка ли это. В сентябре 1993 года Radiohead исполнили «Creep» на Late Night с Конаном О'Брайеном в качестве первых музыкальных гостей шоу.
Radiohead не хотели переиздавать «Creep» в Великобритании, но смягчились под давлением музыкальной прессы, EMI и фанатов. Переиздание было выпущено в Великобритании 6 сентября 1993 года и достигло седьмого места, продвигаемого появлением в музыкальной программе Top of the Pops . В США «Creep» получил поддержку благодаря своему появлению в эпизоде мультсериала MTV «Бивис и Баттхед» 1994 года. Capitol, американский лейбл Radiohead, использовал одобрение в маркетинговой кампании со слоганом «Бивис и Баттхед говорят, что [Radiohead] не отстой». Акустическая версия «Creep», взятая с живого выступления на KROQ-FM 13 июля 1993 года, была включена в EP Radiohead 1994 года My Iron Lung.
В июне 2008 года «Creep» снова вошел в британский чарт синглов под номером 37 после его включения в Radiohead: The Best Of. По состоянию на апрель 2019 года в Великобритании это была самая прослушиваемая песня, выпущенная в 1992 году, с 10,1 миллионами прослушиваний. 23 апреля 2024 года «Creep» превысил 1 миллиард просмотров на YouTube. Она остаётся самым успешным синглом Radiohead.

## Список композиций

### Первый релиз (21-09-1992)
1. «Creep».
2. «Lurgee».
3. «Inside My Head».
4. «Million Dollar Question».

### Второй релиз (06-09-1993)
1. «Creep»
2. «Yes I Am»
3. «Blow Out» (remix phil vinall)
4. «Inside My Head» (live at the metro)

### Jukebox7"vinyl
1. «Creep»
2. «Anyone Can Play Guitar»

### Кавер версии сделали
- Abney Park[30]
- Amanda Palmer[31]
- Cafe del Mar[32]
- Clint Mansell[33]
- Damien Rice[34]
- Daniel Mustard[35]
- Джим Керри[36]
- Jon Brion[37]
- Korn[38]
- Moby[39]
- Pearl Jam[40]
- Richard Cheese[41]
- Sad Kermit (Джим Хенсон)[42]
- Scala & Kolacny Brothers[43]
- Sentenced[44]
- Solar Fake[45]
- The Pretenders[46]
- U2
- Земфира[47]
- Zero People[48]
- What About Bill?[49]
- Postmodern Jukebox[50]
- In This Moment
- R3HAB x GATTÜSO[51]
- RADIO TAPOK[52] (кавер на русском языке)
- THePETEBOX[53]
- Джинкс Монсун[54]

Кавер-версия хоровой группы Scala & Kolacny Brothers была использована в трейлере к фильму 2010 года Социальная сеть, создав тенденцию для трейлеров, использующих жуткие, замедленные версии поп-песен. Версия, спетая Диего Луной, появляется в анимационном фильме 2014 года Книга жизни. По словам режиссёра Хорхе Гутьерреса, Radiohead сказали ему: «Впервые я использую песню именно так, как её и следует использовать. Они сказали, что она для подростка, который чувствует, что он не вписывается».